# Loratospora aestuarii
Loratospora aestuarii är en svampart som beskrevs av Kohlm. & Volkm.-Kohlm. 1993. Loratospora aestuarii ingår i släktet Loratospora och familjen Planistromellaceae.   Inga underarter finns listade i Catalogue of Life.